# Mosiera moaensis
Mosiera moaensis là một loài thực vật có hoa trong Họ Đào kim nương. Loài này được (R.A.Howard) Bisse mô tả khoa học đầu tiên năm 1985.